# Nicole Courcel
Nicole Marie Jeanne Andrieu (21 de octubre de 1931 - 25 de junio de 2016), más conocida como Nicole Courcel, fue una actriz francesa que alcanzó popularidad durante las décadas de 1950 y 1960. Apareció en más de 40 películas entre 1947 y 1979. En 1970 se volcó a la televisión, apareciendo en diferentes telefilmes y miniseries, en las que siguió trabajando hasta 2004. Fue madre de Julie Andrieu.

## Filmografía
- 1948 : Les amoureux sont seuls au monde : Camarera del restaurante.
- 1948 : Aux yeux du souvenir : Estudiante de la clase de Simon.
- 1949 : Rendez-vous de juillet : Christine Courcel.
- 1950 : La Marie du port  : Marie Le Flem.
- 1950 : Gibier de potence : Dominique.
- 1951 : Les Amants de bras-mort : Monique Levers.
- 1953 : Les amours finissent à l'aub : Léone Fassler.
- 1954 : Huis clos por Jacqueline Audry : Olga.
- 1954 : Le Grand Pavois : Madeleine.
- 1954 : Marchandes d'illusions : María.
- 1954 : Le Collège en folie : Lydia.
- 1954 : Papa, maman, la Bonne et moi : Catherine Liseray.
- 1954 : Si Versailles m'était conté... : Madame de Chalis.
- 1955 : Les Clandestines de Raoul André : Véronique Gaudin
- 1956 : L'inspecteur connaît la musique
- 1956 : Papa, maman, ma femme et moi : Catherine Langlois.
- 1956 : La Sorcière
- 1956 : Club de femmes : Nicole Leroy.
- 1957 : Le Cas du docteur Laurent : Francine Payot.
- 1957 : L'inspecteur aime la bagarre : Hélène.
- 1957 : La Peau de l'ours : Anne-Marie Ledrut.
- 1959 : Apenas un duende : Yvonne Steiner.
- 1959 : La Belle et le Tzigane : Georgina Welles,
- 1960 : Le Testament d'Orphée : la madre torpe.
- 1961 : El paso del Rhin : Florencia
- 1961 : Les Amours de Paris : Nicole Lasnier
- 1961 : Le vergini di Roma : Lucille, mujer de Porsena.
- 1961 : Les Petits Drames
- 1961 : Vive Henri IV, vive l'amour  : Jacqueline de Bueil.
- 1962 : Sibila  : Madeleine.
- 1962 : Konga Yo  : Marie.
- 1963 : Verspätung en Marienborn : Enfermera Kathy.
- 1965 : Nick Carter et le trèfle rouge : Dora.
- 1966 : Les Ruses du diable  : la dueña de la guinguette.
- 1966 : Les Créatures
- 1967 : La noche de los generales  : Raymonde.
- 1972 : L'aventure c'est l'aventure  : Nicole.
- 1972 : L'étrangleur  : Claro
- 1972 : Le Rempart des béguines : Tamara.
- 1973 : Le Rempart des béguines  : Fabienne.
- 1974 : La Gifle : Madeleine.
- 1975 : Thomas  : Florence, la madre.
- 1979 : L'Esprit de famille : Hélène.